# Miroslav Chlajn
Miroslav Chlajn (1. březen 1904 Beroun – 18. února 1943 Osvětim) byl důstojník československé armády.
Působil jako štábní kapitán v Českých Budějovicích. V červenci a srpnu 1939 pracoval pro zpravodajskou síť pro protektorátní vládu. Byl ve spojení s podplukovníkem Karlem Klapálkem. Byl zatčen 26. srpna 1939. Před tím, než jej zatklo gestapo, stačil ještě zničit dokumenty a při výslechu nic neprozradil. Po odsouení byl deportován do Osvětimi, kde zahynul.
Má symbolický hrob na českobudějovickém hřbitově a je po něm pojmenovaná jedna ulice v Českých Budějovicích na sídlišti Máj.